# Orthocentrus orbitator
Orthocentrus orbitator là một loài tò vò trong họ Ichneumonidae.